# یاسودا ناگاهیده
یاسودا ناگاهیده (به ژاپنی: 安田長秀 Yasuda Nagahide); ۱ ژانویهٔ ۱۵۱۷ – ۸ مهٔ ۱۵۸۲) سامورایی در خدمت خاندان اوئه‌سوگی در دوره سنگوکو اهل ژاپن بود.